# Indopacifiško poveljstvo Združenih držav Amerike
Indopacifiško poveljstvo Združenih držav Amerike (angleško United States Indo-Pacific Command; kratica USPACOM) je eno od petih interrodovnih poveljstev oboroženih sil ZDA, ki pokriva Pacifik. 
Sedež poveljstva je na Havajih (ZDA).